# روبرت سالوس
روبرت سالوس (آلمانی: Robert Salus؛ ۱۸ سپتامبر ۱۸۷۷ – ۱۹۶۱ میلادی) یک چشم‌پزشک اهل اتریش بود.
او در دانشگاه کارل در پراگ درس خواند و در سال ۱۹۰۲ میلادی دکترای پزشکی گرفت. وی در سال ۱۹۰۹ میلادی متخصص چشم‌پزشکی و در سال ۱۹۱۶ به مقام استادی در این رشته رسید.
روبرت سالوس در سال ۱۹۲۸ میلادی تشکیل عروق جدید در سطح قدامی عنبیه (Rubeosis iridis) و در سال ۱۹۳۹ میلادی، تغییرات عروقی ناشی از فشار خون بالا را در چشم توصیف نمود.